# 286 av. J.-C.
Cette page concerne l'année 286 av. J.-C. du calendrier julien proleptique.

## Événements
- 20 mars (21 avril du calendrier romain) : début à Rome du consulat de Marcus Valerius Maximus Potitus et Caius Aelius Paetus[1].
  - Entre 286 et 282 av. J.-C., la colonie grecque de Thurii, menacée par les Lucaniens, fait appel à Rome, qui intervient. La ville entre dans la fédération italique. Au cours des années suivantes, Locres, Crotone et Rhégium recevront à leur tour des garnisons romaines[2].
  - La lex Aquilia est la première loi qui traite de manière spécifique du dommage causé à la propriété d'autrui (responsabilité délictuelle ou aquilienne)[3].
- Printemps : Démétrios Ier Poliorcète débarque à Milet, s'empare de Sardes mais recule devant les troupes de Lysimaque dirigées par son fils Agathoclès[4]. Antigone II Gonatas, tandis que son père Démétrios guerroie en Asie, s'empare de Démétrias et de la Thessalie et repousse une attaque athénienne sur Le Pirée[5].

- Évacuation de la garnison macédonienne d'Éleusis entre juillet 286 et avril 284 av. J.-C.[6].

## Décès
- Zhuangzi, philosophe chinois.